# 郭能
郭能（英語：Neil Callan；1978年7月6日—），人稱「郭大俠」、「Ironman」、「拼命三郎」、「分韁能」、「逆流大叔」，是愛爾蘭騎師。

## 簡歷
郭能是愛爾蘭騎師，以硬朗騎功見稱。
郭能早年在愛爾蘭擔任彭達嘉馬房見習騎師時成績平平，其後轉戰英國，終獲伯特、黎偉安和查偉士三位練馬師賞識，並合作無間。
他曾於世界不同地方策騎，並在英國、意大利、土耳其、德國、法國及香港均贏得頭馬。郭能在英國策騎期間表現出色，當中曾於1999年榮膺英國冠軍見習騎師，並在2005年及2007年位列英國騎師榜亞軍席位。郭能自2010-2011年度馬季開始首次來港策騎，並於該季取得五場頭馬勝仗。
2021年10月，郭能到巴林作短期客串策騎至2022年4月，期間他表現出色，合共勝出28場頭馬，最後更首度榮膺巴林冠軍騎師殊榮。

## 在港主要策騎事跡
2010年11月21日，郭能首次正式於沙田馬場上陣執行聘約，並於國際二級賽馬會一哩錦標賽事中策騎「爆冷」。
2010年12月27日，郭能憑「瀟灑福星」取得來港策騎以來首場頭馬勝仗。

### 2013/2014年度馬季
2013-2014年度馬季，郭能獲得香港賽馬會發出全季騎師牌照，並開始於香港作長期策騎發展。
2013年12月29日，郭能於沙田馬場先後憑策騎「爪皇盛水」、「魅影蹄飛」及「風花雪月」贏得三場頭馬，令他首次在港封騎師王。
2014年5月25日，郭能憑策騎「將男」攻下香港冠軍暨遮打盃，取得他來港發展以來首項一級賽錦標。

### 2014/2015年度馬季
2015年1月18日，郭能憑策騎告東尼馬房的「美麗大師」攻下四歲馬經典系列賽之頭關香港經典一哩賽。
2015年2月15日，郭能於沙田馬場策騎「百勝不厭」期間早段於內欄墮馬，並打了幾個觔斗翻滾出賽道，場面非常驚險。幸好郭能最終並無大礙，但馬兒卻因左肩受傷最終需要被人道毀滅。
2015年4月12日，郭能於沙田馬場策騎「駿穎」期間在最後直路墮馬，事件中「皇廷珈加」（由鄭雨滇策騎）及「精益旅程」（由潘頓策騎）亦受到波及。經檢查後，潘頓適宜繼續策騎餘下賽事，而郭能及鄭雨滇則需要送院檢查，幸好兩人最終並無大礙出院，但「駿穎」卻因斷腳最終需要被人道毀滅。
2015年4月26日，郭能憑策騎「將男」再下一城，首次勝出國際一級賽女皇盃，人馬合作下於季內第二次勝出級際賽錦標。
2015年7月12日，郭能憑策騎約翰摩亞馬房的「巨無霸」取得在港的第100場頭馬勝仗，最終他在當季取得了47場頭馬勝仗，位列騎師榜第五名。

### 2016/2017年度馬季
2016-2017年度馬季，郭能合共勝出47場頭馬，位列騎師榜第三位。

### 2017/2018年度馬季
2018年1月17日，郭能憑策騎霍利時馬房的「力王」，取得在港上陣的第200場頭馬勝仗。

### 2018/2019年度馬季
2018-2019年度馬季，郭能的成績有所下滑，截止6月份他合共僅贏得16場頭馬。2019年6月6日，香港賽馬會牌照委員會決定只向郭能發出2019-2020年度馬季半季騎師牌照，有效期由2019年7月15日至2020年2月29日。2019-2020年度馬季，郭能成績有所回升，其後他獲香港賽馬會牌照委員會延長其騎師牌照至2019／2020年度馬季結束為止。
2020年6月5日，香港賽馬會牌照委員會再次決定只向郭能發出2020-2021年度馬季半季騎師牌照，有效期由2020年7月16日至2021年2月15日。

### 2020/2021年度馬季
2020-2021年度馬季，郭能的成績有所回升，截止11月25日他累積勝出11場頭馬，位列騎師榜第六位，首度代表香港出戰國際騎師錦標賽。
2021年1月21日，郭能獲香港賽馬會牌照委員會延長其在港騎師牌照，由2021年2月15日至2020/2021年度馬季結束為止。
2021年4月5日，郭能憑策騎「高大威猛」攻陷國際二級賽主席錦標。兩天後，郭能因2月3日在一次董事研訊時的行為，未能說服委員會，結果牌照將會暫停至季尾，不能在港和其它地區策騎出賽。 郭能於其後就處罰的嚴厲程度提出上訴，並於4月29日獲上訴委員會裁定他上訴得直，被罰停賽日數由28日降至15日，其停牌期修訂為截至2021年5月27日屆滿，他可於當日恢復策騎出賽。

### 結束在港策騎，返回英國
2021年6月7日，香港賽馬會牌照委員會公布2021/2022年度馬季在港騎師陣容，最終郭能不獲發出在港牌照。據悉於同日傍晚，馬會向郭能補發相關申請表，意味他來季有可能留港策騎。經過連日思考兼與家人商討後，郭能在6月10日傍晚表示自己將不會入紙申請來季公司騎師牌照，結束在港的策騎生涯。郭能透露自己經過與家人長時間討論，而且其中兩個兒子已返回英國一段時間，遂決定不申請香港下季公司騎師牌照。郭能離港後，會返回英國延續其策騎事業。
郭能在港策騎8年內合共贏得283場頭馬，其在港策騎生涯最後一場頭馬於2021年7月14日馬季煞科戰憑策騎告東尼馬房的「喜蓮慧星」取得。
2022年8月6日，郭能在英國雅士谷馬場代表英國出戰識價盃，最終他勝出兩場賽事，除了協助英國愛爾蘭隊捧走識價盃外，他亦以全日累積50分的佳績，首度奪得識價盃銀馬鞍獎。
2022年10月1日，郭能於英國新市場馬場憑策騎「舞壇名姬」攻下一級賽太陽戰車錦標，贏得他重返英國發展後的首項一級賽錦標。

## 主要勝出賽事
英國
- 威騰未來錦標（英语：Vertem Futurity Trophy） - (1) - Palace Episode (2005)

- 中央公園錦標（英语：Middle Park Stakes） - (2) - Amadeus Wolf (2005)、傳奇舞者 (2013)

- 楠索普錦標（英语：Nunthorpe Stakes） - (1) - 博得士哥 (2009)

- 雌馬一哩賽（英语：Fillies' Mile） - (1) - Hibaayeb (2009)

- 太陽戰車錦標（英语：Sun Chariot Stakes） - (1) -  舞壇名姬 (2022)

- 女皇安妮錦標 - (1) - 三拍子 (2023)

- 七月盃（英语：July Cup） - (1) - 周全良策 (2025)

- 莉莉雌馬錦標（英语：Lillie Langtry Stakes） - (1) - Astrocharm (2004)

- 小玩意錦標（英语：Gimcrack Stakes） - (2) - Amadeus Wolf (2005)、 傳奇舞者 (2013)

- 飛徹特斯錦標（英语：Flying Childers Stakes） - (1) - Wi Dud (2006)

- 蘭開夏郡橡樹大賽（英语：Lancashire Oaks） - (1) - Turbo Linn (2007)

- 約克公爵錦標（英语：Duke of York Stakes） - (1) - Amadeus Wolf (2007)

- 劍橋公爵夫人錦標（英语：Duchess of Cambridge Stakes） - (1) - Misheer (2009)

- 約克錦標（英语：York Stakes） - (1) - 王子風采 (2012)

- 蘭市玫瑰錦標（英语：Rose of Lancaster Stakes） - (1) - Mulaqat (2006)

- 卓普斯錦標（英语：Chipchase Stakes） - (1) - Confuchias (2007)

- 約翰布特錦標（英语：John Porter Stakes） - (1) - Royal and Regal (2008)

- 夏季錦標（英语：Summer Stakes） - (1) - Our Faye (2008)

- 九月錦標（英语：September Stakes） - (1) - Hattan (2008)

- 瑪嘉烈公主錦標（英语：Princess Margaret Stakes） - (1) - African Skies (2008)

- 薛夫頓伯爵錦標（英语：Earl of Sefton Stakes） - (1) - 王子風采 (2010)

- 頂尖錦標（英语：Pinnacle Stakes） - (2) - Ferdoos (2011)、Shimmering Surf (2012)

- 遠飛錦標（英语：Barry Hills Further Flight Stakes） - (1) - Raise A Prince (1999)

- 羅京咸錦標（英语：Rockingham Stakes） - (1) - 寶貝禮物 (2005)

- 當世盃錦標（英语：Doonside Cup） - (1) - Fruhlingssturm (2005)

- 卡梅奇錦標（英语：Cammidge Trophy） - (2) - Les Arcs (2006)、秘密警察 (2012)

- 聯歡錦標（英语：Gala Stakes） - (1) - Harland (2007)

- 木蘭錦標（英语：Magnolia Stakes） - (1) - Kandidate (2008)

- 迪河錦標（英语：Dee Stakes） - (1) - South Easter (2009)

- 沃爾弗頓錦標（英语：Wolferton Stakes） - (1) - 彩虹峰 (2010)

- 雌馬錦標（英语：Coral Distaff） - (1) - 伊甸雙川 (2011)

- 雅森錦標（英语：Fred Archer Stakes） - (1) - 金曲評賞 (2011)

- 嶺飛打吡預賽（英语：Lingfield Derby Trial） - (1) - Dordogne (2011)

- 天堂錦標（英语：Paradise Stakes） - (1) - 王子風采 (2012)

- 蘭斯多恩錦標（英语：Lansdown Fillies' Stakes） - (1) - 品自清 (2012)

- 勝者雌馬錦標（英语：Conqueror Stakes） - (1) - Boastful (2012)

- 八月錦標（英语：August Stakes） - (1) - Cameron Highland (2012)

- 傑斯伯勒錦標（英语：Guisborough Stakes） - (1) - 永易通 (2012)

- 春季錦標 - (1) - 永易通 (2013)

- 龐弗里特錦標（英语：Pomfret Stakes） - (1) - Fire Ship (2013)

- 英國董事盃（英语：Stewards' Cup (Great Britain)） - (1) - 大英皇帝 (2013)

- 希倫錦標（英语：Heron Stakes） - (1) - 當先中尉 (2023)

- 活葛特錦標（英语：Woodcote Stakes） - (1) - Sadeek (2006)

- 白金漢宮錦標（英语：Buckingham Palace Stakes） -  (3) - Uhoomagoo (2006)、永易通 (2012)、Lightning Cloud (2013)

 土耳其
- 托卡比錦標（英语：International Topkapi Trophy） - (4) - 求勝心切 (2008、2009、2010)、榮譽臨門 (2014)

 意大利
- 意大利橡樹大賽（英语：Oaks d'Italia） - (1) - Fashion Statement (2007)

- 羅馬大賽（英语：Premio Roma） -  (1) - 求勝心切 (2007)

- 意大利馬會金盃（英语：Gran Premio del Jockey Club） -  (1) - 彩虹峰 (2010)

- 卡洛維托甸尼錦標（英语：Premio Carlo Vittadini） - (2) - 求勝心切 (2009、2010)

- 愛蓮娜及古文利錦標（英语：Premio Elena e Sergio Cumani） - (1) - 詩詞歌賦 (2010)

 德國
- 巴伐利亞大賽（英语：Bayerisches Zuchtrennen） - (1) - 求勝心切 (2009)

 法國
- 賈嘉利大賽（英语：Prix Kergorlay） - (1) - 金曲評賞 (2011)

- 昆西大賽（英语：Prix Quincey） - (1) - Fire Ship (2013)

 香港
- 香港冠軍暨遮打盃 - (2) - 將男 (2014、2016)

- 女皇盃 - (1) - 將男 (2015)

- 百週年紀念短途盃 - (1) - 幸福指數 (2017[注 1])

- 馬會盃 - (1) - 將男 (2014)

- 主席錦標 - (3) - 美麗大師 (2016、2018)、高大威猛 (2021)

- 皇太后紀念盃 - (1) - 喜蓮歡星 (2015)

- 國慶盃 - (1) - 新力風 (2015)

- 華商會挑戰盃 - (1) - 駿馬名駒 (2015)

- 香港經典一哩賽 - (1) - 美麗大師 (2015)

- 廣東讓賽盃 - (1) - 美麗大師 (2015)

- 港澳盃 - (1) - 加州議長 (2018)

- 香港賽馬會社群盃 - (1) - 無敵飛龍 (2016)

## 成就
- 巴林冠軍騎師  - (1) - (2021/2022[11][12]、2022/2023年度馬季)
- 識價盃銀馬鞍獎（英语：Shergar Cup#Past winners） - (1) - (2022年)

## 在港策騎成績
| 年度        | 冠  | 亞  | 季  | 殿  | 第五 | 出賽次數 | 所贏獎金（港元） | 備註                               |
| ----------- | --- | --- | --- | --- | ---- | -------- | ---------------- | ---------------------------------- |
| 2006 - 2007 | 0   | 0   | 0   | 0   | 0    | 1        | $ 0              | 客串國際賽日賽事                   |
| 2007 - 2008 | 0   | 0   | 0   | 0   | 0    | 2        | $ 0              | 客串國際賽日賽事                   |
| 2008 - 2009 | 0   | 0   | 0   | 0   | 0    | 4        | $ 0              | 客串國際騎師錦標賽及國際賽日賽事   |
| 2009 - 2010 | 0   | 0   | 0   | 0   | 0    | 2        | $ 0              | 客串國際賽日賽事                   |
| 2010 - 2011 | 5   | 10  | 7   | 5   | 10   | 121      | $ 6,545,700      | 客串策騎 (由2010年11月至2011年2月) |
| 2011 - 2012 | 12  | 15  | 11  | 14  | 9    | 170      | $ 11,231,625     | 客串策騎 (由2011年10月至2012年3月) |
| 2012 - 2013 | 9   | 7   | 16  | 15  | 13   | 148      | $ 12,101,000     | 客串策騎                           |
| 2013 - 2014 | 27  | 36  | 43  | 37  | 27   | 412      | $ 38,526,375     | 策騎首季                           |
| 2014 - 2015 | 47  | 45  | 49  | 44  | 46   | 520      | $ 66,847,491     | 第2季                              |
| 2015 - 2016 | 40  | 40  | 45  | 42  | 52   | 510      | $ 57,645,225     | 第3季                              |
| 2016 - 2017 | 47  | 51  | 48  | 42  | 55   | 541      | $ 59,383,150     | 第4季 (季軍)                       |
| 2017 - 2018 | 25  | 33  | 39  | 34  | 47   | 423      | $ 36,670,300     | 第5季                              |
| 2018 - 2019 | 17  | 39  | 43  | 35  | 28   | 428      | $ 31,004,950     | 第6季                              |
| 2019 - 2020 | 26  | 40  | 40  | 58  | 44   | 481      | $ 42,185,220     | 第7季                              |
| 2020 - 2021 | 28  | 30  | 38  | 32  | 41   | 416      | $ 38,101,250     | 第8季                              |
| 總計        | 283 | 346 | 379 | 358 | 372  | 4,179    |                  |                                    |

## 在港策騎資料
|                      | 日期           | 賽事                                | 場地 | 馬場     | 馬名     | 練馬師   | 名次 | 獨贏賠率 |
| -------------------- | -------------- | ----------------------------------- | ---- | -------- | -------- | -------- | ---- | -------- |
| 初出賽               | 2006年12月10日 | 一級賽 - 1200米（香港短途錦標）     | 草地 | 沙田馬場 | 大漠霸主 | 黎偉安   | 12   | 31       |
| 首勝利               | 2010年12月27日 | 第四班 - 1200米                     | 泥地 | 沙田馬場 | 瀟灑福星 | 徐雨石   | 1    | 25       |
| 級際賽初出賽         | 2006年12月10日 | 一級賽 - 1200米（香港短途錦標）     | 草地 | 沙田馬場 | 大漠霸主 | 黎偉安   | 12   | 31       |
| 級際賽首勝利         | 2014年5月25日  | 一級賽 - 2400米（香港冠軍暨遮打盃） | 草地 | 沙田馬場 | 將男     | 告東尼   | 1    | 25       |
| 一級賽初出賽         | 2006年12月10日 | 一級賽 - 1200米（香港短途錦標）     | 草地 | 沙田馬場 | 大漠霸主 | 黎偉安   | 12   | 31       |
| 一級賽首勝利         | 2014年5月25日  | 一級賽 - 2400米（香港冠軍暨遮打盃） | 草地 | 沙田馬場 | 將男     | 告東尼   | 1    | 25       |
| 四歲系列經典賽初出賽 | 2014年1月19日  | 一級賽 - 1600米（香港經典一哩賽）   | 草地 | 沙田馬場 | 風花雪月 | 約翰摩亞 | 6    | 33       |
| 四歲系列經典賽首勝利 | 2015年1月18日  | 一級賽 - 1600米（香港經典一哩賽）   | 草地 | 沙田馬場 | 美麗大師 | 約翰摩亞 | 1    | 10       |

## 個人生活
郭能育有四名兒子，分別名為Jack、Henry、Ted和Will Oliver。郭能曾表示因為在英國策騎時經常需要穿州過省比賽，跟家人見面時間不多，而且所賺獎金也不及在香港，故他決定留港作長季發展。2020-2021年度馬季後，郭能結束在港策騎的生涯後，將與家人回流英國生活。

## 外部連結
- 騎師資料 郭能（页面存档备份，存于）
- Neil Callan（页面存档备份，存于）
- 為子提供更好生活 慈父郭能努力搵銀
- 驚嚇鏡頭！郭能墮馬險碌落坑渠（页面存档备份，存于）
- 郭能愛將男更愛家人（页面存档备份，存于）